# M32
М32 (NGC 221) е елиптична галактика-джудже, разположена по посока на съзвездието Андромеда, спътник на галактиката Андромеда. Открита е от Гийом льо Жантий през 1749.
Като повечето елиптични галактики, М32 съдържа основно стари жълти и червени звезди и в нея почти не се срещат облаци от междузвезден газ и прах, което обуславя слабия темп на звездообразуване.
Трудно е, със съвременните модели за галактична еволюция, да се обяснят структурата и популацията на М32. Скорошно изследване показва, че е възможно, под действието на приливните взаимодействия е възможно, спирална галактика да еволюира до компактна елиптична галактика.
Разстоянието до галактиката е измерено по метода на флуктуациите на повърхностната яркост, като е оценено на 2,65 ± 0,10 млн. св.г. (810 ± 30 килопарсека). 